# Gustaf Wersäll
Erik Gustaf Wersäll, född 14 januari 1887 i Svea artilleriregementes församling, Stockholms stad, död 24 mars 1973 i Helga Trefaldighets församling, Uppsala län, var en svensk utövare av modern femkamp. 

## Biografi
Gustaf Wersäll tävlade för A 1 IF, Stockholm, och deltog vid de olympiska sommarspelen 1912, där han placerade sig på tionde plats.
Gustaf Wersäll var son till Claës Wersäll och bror till Claës-Axel och Ture Wersäll. Han var gift med Kerstin Sahlin och svärfar till Göran Ryding.